# Ia Chim
Ia Chim là một xã thuộc thành phố Kon Tum, tỉnh Kon Tum, Việt Nam.

## Địa lý
Xã Ia Chim nằm ở phía tây thành phố Kon Tum, cách trung tâm thành phố khoảng 13 km, có vị trí địa lý:
- Phía đông giáp xã Hòa Bình
- Phía tây giáp huyện Sa Thầy
- Phía nam giáp tỉnh Gia Lai
- Phía bắc giáp xã Đak Năng và xã Đoàn Kết.

Xã Ia Chim có diện tích 67,47 km², dân số năm 2020 là 10.765 người, mật độ dân số đạt 160 người/km².

## Hành chính
Xã Ia Chim được chia thành 11 thôn: Nghĩa An, Tân An, Lâm Tùng, Plei Sar, Plei Bur, Klâu Lah,Plei Lay, Klâu Ngol Ngó, Klâu Ngol Zố, Plei Druân, Plei Weh.

## Lịch sử
Ngày 9 tháng 6 năm 2008, Chính phủ ban hành Nghị định số 74/2008/NĐ-CP về việc thành lập xã Đak Năng trên cơ sở điều chỉnh 2.291,16 ha diện tích tự nhiên và 3.210 nhân khẩu của xã Ia Chim.
Sau khi điều chỉnh địa giới hành chính, xã Ia Chim còn lại 6.686,76 ha diện tích tự nhiên và 8.063 nhân khẩu.
Ngày 10 tháng 4 năm 2009, Chính phủ ban hành Nghị định 15/NĐ-CP về việc thành lập thành phố Kon Tum thuộc tỉnh Kon Tum. Xã Ia Chim trực thuộc thành phố Kon Tum.
Ngày 10 tháng 12 năm 2015, HĐND tỉnh Kon Tum ban hành Nghị quyết số 33/NQ-HĐND về việc thành lập thôn Đak Krăk.